# Erik Cole
Pour les articles homonymes, voir Cole.
Erik Cole (né le 6 novembre 1978 à Oswego, New York aux États-Unis) est un joueur de hockey sur glace professionnel américain. Il a été repêché  par les Hurricanes de la Caroline lors du repêchage de 1998 de la Ligue nationale de hockey, à la 71e position.

## Biographie

### Carrière professionnelle
Lors de sa première saison dans la LNH, Cole a terminé avec une récolte de 40 points en saison régulière. Lors des séries éliminatoires 2002, il a marqué six buts pour aider les Hurricanes à se rendre jusqu'en finale de la Coupe Stanley, mais les Hurricanes ont échoué face aux Red Wings de Détroit.
Lors de la saison 2005-2006, il a enregistré un sommet personnel de 59 points (30 buts et 29 passes) bien qu'il ait raté la fin de la saison régulière en raison d'une blessure à une vertèbre infligée par le défenseur des Penguins de Pittsburgh, Brooks Orpik, le 4 mars. Cole est revenu pour les sixième et septième matchs de la finale de la Coupe Stanley. Les Hurricanes l'ont gagné dans le septième match, la première Coupe gagnée par Cole et par son équipe.
Le 1er juillet 2008, il est échangé aux Oilers d'Edmonton en retour de Joni Pitkanen. Le 4 mars 2009, les Oilers le renvoie chez les Hurricanes en compagnie d'un choix de 5e tour en 2009 en retour de Patrick O'Sullivan et d'un choix de 2e tour en 2009. Il signe, le 1er juillet 2011, un contrat de 4 ans d'une valeur de 18 millions de dollars avec les Canadiens de Montréal.
Le 31 décembre 2011 au BankAtlantic Center, à 30 secondes de la fin du match, il inscrit son 200e but en carrière contre le gardien de but québécois José Théodore des Panthers de la Floride sur un lancer du revers dans la partie supérieure du filet après une passe de David Desharnais lors d'une défaite des Canadiens de Montréal.
Le 23 mars 2012, Cole réalise un tour du chapeau naturel (3 buts inscrits consécutivement) en seulement 5 minutes et 41 secondes au cours d'une rencontre face aux Sénateurs d'Ottawa, ce qui constitue le record du tour de chapeau réalisé le plus rapidement dans un match pour la franchise canadienne.
Au terme de sa première année à Montréal, Erik Cole inscrit 35 buts, ce qui constitue un sommet pour lui dans la ligue nationale de hockey.
Le 26 février 2013 les Canadiens l'envoient aux Stars de Dallas en retour de Michael Ryder. Le 1er mars 2015 les Stars de Dallas échangent Erik Cole et un choix de troisième tour aux Red wings de Détroit en retour de Mattias Backman et Mattas Janmark-Nylen.
Le 21 septembre 2017, alors qu'il n'a pas rejoué depuis 2015, il annonce officiellement sa retraite.

### Carrière internationale
En 2006, il a participé aux Jeux olympiques de Turin avec l'équipe des États-Unis, sans toutefois remporter une médaille.
En 2007, il fait partie de la sélection américaine pour les Championnats du monde disputés à Moscou.

## Statistiques
| Saison     | Équipe                     | Ligue      |     | Saison régulière | Saison régulière | Saison régulière | Saison régulière | Saison régulière |   | Séries éliminatoires | Séries éliminatoires | Séries éliminatoires | Séries éliminatoires | Séries éliminatoires |
| Saison     | Équipe                     | Ligue      | PJ  | B                | A                | Pts              | Pun              | PJ               | B | A                    | Pts                  | Pun                  |                      |                      |
| 1997-1998  | Golden Knights de Clarkson | NCAA       | 34  | 11               | 20               | 31               | 55               | -                | - | -                    | -                    | -                    |                      |                      |
| 1998-1999  | Golden Knights de Clarkson | NCAA       | 36  | 22               | 20               | 42               | 50               | -                | - | -                    | -                    | -                    |                      |                      |
| 1999-2000  | Golden Knights de Clarkson | NCAA       | 33  | 19               | 11               | 30               | 46               | -                | - | -                    | -                    | -                    |                      |                      |
| 1999-2000  | Cyclones de Cincinnati     | LIH        | 9   | 4                | 3                | 7                | 2                | 7                | 1 | 1                    | 2                    | 2                    |                      |                      |
| 2000-2001  | Cyclones de Cincinnati     | LIH        | 69  | 23               | 20               | 43               | 28               | 5                | 1 | 0                    | 1                    | 2                    |                      |                      |
| 2001-2002  | Hurricanes de la Caroline  | LNH        | 81  | 16               | 24               | 40               | 35               | 23               | 6 | 3                    | 9                    | 30                   |                      |                      |
| 2002-2003  | Hurricanes de la Caroline  | LNH        | 53  | 14               | 13               | 27               | 72               | -                | - | -                    | -                    | -                    |                      |                      |
| 2003-2004  | Hurricanes de la Caroline  | LNH        | 80  | 18               | 24               | 42               | 93               | -                | - | -                    | -                    | -                    |                      |                      |
| 2004-2005  | Eisbären Berlin            | DEL        | 39  | 6                | 21               | 27               | 76               | 8                | 5 | 1                    | 5                    | 37                   |                      |                      |
| 2005-2006  | Hurricanes de la Caroline  | LNH        | 60  | 30               | 29               | 59               | 54               | 2                | 0 | 0                    | 0                    | 0                    |                      |                      |
| 2006-2007  | Hurricanes de la Caroline  | LNH        | 71  | 29               | 32               | 61               | 76               | -                | - | -                    | -                    | -                    |                      |                      |
| 2007-2008  | Hurricanes de la Caroline  | LNH        | 73  | 22               | 29               | 51               | 76               | -                | - | -                    | -                    | -                    |                      |                      |
| 2008-2009  | Oilers d'Edmonton          | LNH        | 63  | 16               | 11               | 27               | 63               | -                | - | -                    | -                    | -                    |                      |                      |
| 2008-2009  | Hurricanes de la Caroline  | LNH        | 17  | 2                | 13               | 15               | 10               | 18               | 0 | 5                    | 5                    | 22                   |                      |                      |
| 2009-2010  | Hurricanes de la Caroline  | LNH        | 40  | 11               | 5                | 16               | 29               | -                | - | -                    | -                    | -                    |                      |                      |
| 2010-2011  | Hurricanes de la Caroline  | LNH        | 82  | 26               | 26               | 52               | 49               | -                | - | -                    | -                    | -                    |                      |                      |
| 2011-2012  | Canadiens de Montréal      | LNH        | 82  | 35               | 26               | 61               | 48               | -                | - | -                    | -                    | -                    |                      |                      |
| 2012-2013  | Canadiens de Montréal      | LNH        | 19  | 3                | 3                | 6                | 10               | -                | - | -                    | -                    | -                    |                      |                      |
| 2012-2013  | Stars de Dallas            | LNH        | 28  | 6                | 1                | 7                | 10               | -                | - | -                    | -                    | -                    |                      |                      |
| 2013-2014  | Stars de Dallas            | LNH        | 75  | 16               | 13               | 29               | 20               | 3                | 0 | 0                    | 0                    | 2                    |                      |                      |
| 2014-2015  | Stars de Dallas            | LNH        | 57  | 18               | 15               | 33               | 14               | -                | - | -                    | -                    | -                    |                      |                      |
| 2014-2015  | Red Wings de Détroit       | LNH        | 11  | 3                | 3                | 6                | 0                | -                | - | -                    | -                    | -                    |                      |                      |
| Totaux LNH | Totaux LNH                 | Totaux LNH | 892 | 265              | 267              | 532              | 659              | 46               | 6 | 8                    | 14                   | 54                   |                      |                      |